# Daddy (Sammy Kaye)
Daddy is een lied dat werd geschreven door Bobby Troup. De eerste opname was in 1941 door Sammy Kaye op een 78 toeren-single. Hij had er een nummer 1-hit mee in de Verenigde Staten en Australië.

## Hitmoteringen[1]
| land                       | notering |
| -------------------------- | -------- |
| Verenigde Staten (Hot 100) | 1        |
| Australië                  | 1        |
| Brazilië                   | 82       |

Het nummer is in de loop van de geschiedenis tientallen malen gecoverd, vooral op muziekalbums. Onder die artiesten bevond zich ook de schrijver Bobby Troup zelf, en verder waren er nog enkele instrumentale versies. Daarnaast verschenen er singles van Joan Merrill (1941) en Frankie Masters & his Orchestra (1941) en Patricia Paay & the John Paay Orchestra (2000). 